# Bella Vista (Chiapas)
Bella Vista es una localidad del estado mexicano de Chiapas, cabecera del municipio homónimo. 

## Geografía
La localidad está ubicada en la posición 15°34′57″N 92°13′50″O / 15.58250, -92.23056, a una altitud de 1623 m s. n. m.
Según la clasificación climática de Köppen, el clima corresponde al tipo Aw - Tropical seco.

## Demografía
Cuenta con 1996 habitantes lo que representa un incremento promedio de 1.8% anual en el período 2010-2020 sobre la base de los 1672 habitantes registrados en el censo anterior. Ocupa una superficie de 0.9176 km², lo que determina al año 2020 una densidad de 2175 hab/km².
| Gráfica de evolución demográfica de Bella Vista entre 2000 y 2020 |
|                                                                   |
| Fuente: Instituto Nacional de Estadística Geografía e Informática |

En el año 2010 estaba clasificada como una localidad de grado medio de vulnerabilidad social.
La población de Bella Vista está mayoritariamente alfabetizada (3.41% de personas analfabetas al año 2020) con un grado de escolarización en torno de los 8 años. Solo el 2.35% de la población es indígena.